# Prince Dube
Prince Dube (17 febbraio 1997) è un calciatore zimbabwese, attaccante dello Young Africans e della nazionale zimbabwese.

## Carriera

### Nazionale
Debutta con la nazionale zimbabwese il 26 marzo 2017 scendendo in campo nell'amichevole pareggiata 0-0 contro lo Zambia.
Nel 2021 viene convocato per la Coppa delle nazioni africane 2021.

## Statistiche
Statistiche aggiornate al 30 dicembre 2021.

### Cronologia presenze e reti in nazionale
| Cronologia completa delle presenze e delle reti in nazionale ― Zimbabwe | Cronologia completa delle presenze e delle reti in nazionale ― Zimbabwe | Cronologia completa delle presenze e delle reti in nazionale ― Zimbabwe | Cronologia completa delle presenze e delle reti in nazionale ― Zimbabwe | Cronologia completa delle presenze e delle reti in nazionale ― Zimbabwe | Cronologia completa delle presenze e delle reti in nazionale ― Zimbabwe | Cronologia completa delle presenze e delle reti in nazionale ― Zimbabwe | Cronologia completa delle presenze e delle reti in nazionale ― Zimbabwe |
| Data                                                                    | Città                                                                   | In casa                                                                 | Risultato                                                               | Ospiti                                                                  | Competizione                                                            | Reti                                                                    | Note                                                                    |
| ----------------------------------------------------------------------- | ----------------------------------------------------------------------- | ----------------------------------------------------------------------- | ----------------------------------------------------------------------- | ----------------------------------------------------------------------- | ----------------------------------------------------------------------- | ----------------------------------------------------------------------- | ----------------------------------------------------------------------- |
| 26-3-2017                                                               | Harare                                                                  | Zimbabwe                                                                | 0 – 0                                                                   | Zambia                                                                  | Amichevole                                                              | -                                                                       | 90’                                                                     |
| 30-6-2017                                                               | Rustenburg                                                              | Zimbabwe                                                                | 6 – 0                                                                   | Seychelles                                                              | COSAFA Cup 2017 - 1º turno                                              | 1                                                                       | 86’                                                                     |
| 2-7-2017                                                                | Rustenburg                                                              | eSwatini                                                                | 1 – 2                                                                   | Zimbabwe                                                                | COSAFA Cup 2017 - Quarti di finale                                      | -                                                                       | 66’                                                                     |
| 16-7-2017                                                               | Windhoek                                                                | Namibia                                                                 | 1 – 0                                                                   | Zimbabwe                                                                | Qual. CHAN 2018                                                         | -                                                                       | 70’                                                                     |
| 23-7-2017                                                               | Harare                                                                  | Zimbabwe                                                                | 1 – 0 dts (4 - 5 dtr)                                                   | Namibia                                                                 | Qual. CHAN 2018                                                         | 1                                                                       |                                                                         |
| 29-7-2019                                                               | Centre de Flacq                                                         | Mauritius                                                               | 0 – 4                                                                   | Zimbabwe                                                                | Qual. CHAN 2020                                                         | -                                                                       |                                                                         |
| 4-8-2019                                                                | Bulawayo                                                                | Zimbabwe                                                                | 3 – 1                                                                   | Mauritius                                                               | Qual. CHAN 2020                                                         | 3                                                                       |                                                                         |
| 22-9-2019                                                               | Harare                                                                  | Zimbabwe                                                                | 3 – 1                                                                   | Lesotho                                                                 | Qual. CHAN 2020                                                         | 1                                                                       |                                                                         |
| 20-10-2019                                                              | Maseru                                                                  | Lesotho                                                                 | 0 – 0                                                                   | Zimbabwe                                                                | Qual. CHAN 2020                                                         | -                                                                       |                                                                         |
| 19-11-2019                                                              | Lusaka                                                                  | Zambia                                                                  | 1 – 2                                                                   | Zimbabwe                                                                | Qual. Coppa d'Africa 2021                                               | -                                                                       | 61’                                                                     |
| 16-11-2020                                                              | Harare                                                                  | Zimbabwe                                                                | 2 – 2                                                                   | Algeria                                                                 | Qual. Coppa d'Africa 2021                                               | 1                                                                       | 81’                                                                     |
| 10-1-2022                                                               | Bafoussam                                                               | Senegal                                                                 | 1 – 0                                                                   | Zimbabwe                                                                | Coppa d'Africa 2021 - 1º turno                                          | -                                                                       | 46’                                                                     |
| 19-11-2023                                                              | Butare                                                                  | Zimbabwe                                                                | 1 – 1                                                                   | Nigeria                                                                 | Qual. Mondiali 2026                                                     | -                                                                       | 70’                                                                     |
| 10-9-2024                                                               | Kampala                                                                 | Zimbabwe                                                                | 0 – 0                                                                   | Camerun                                                                 | Qual. Coppa d'Africa 2025                                               | -                                                                       | 79’                                                                     |
| 19-11-2024                                                              | Yaoundé                                                                 | Camerun                                                                 | 2 – 1                                                                   | Zimbabwe                                                                | Qual. Coppa d'Africa 2025                                               | -                                                                       | 59’ 75’                                                                 |
| 25-3-2025                                                               | Uyo                                                                     | Nigeria                                                                 | 1 – 1                                                                   | Zimbabwe                                                                | Qual. Mondiali 2026                                                     | -                                                                       | 85’                                                                     |
| Totale                                                                  |                                                                         | Presenze                                                                | 16                                                                      |                                                                         | Reti                                                                    | 7                                                                       |                                                                         |